# HD 154088
HD 154088 — звезда, которая находится в созвездии Змееносец на расстоянии около 58 световых лет от нас. Вокруг звезды обращается, как минимум, одна планета.

## Характеристики
HD 154088 представляет собой оранжевый субгигант 6,59 видимой звёздной величины; впервые в астрономической литературе упоминается в каталоге Генри Дрейпера, изданном в начале XX века. Температура поверхности звезды составляет около 5409 кельвинов.

## Планетная система
В 2011 году калифорнийской группой астрономов, работающих со спектрографом HARPS, было объявлено об открытии планеты HD 154088 b в системе. Её масса равна 6,1 массам Земли. Она обращается на расстоянии 0,13 а. е. от родительской звезды, совершая полный оборот за 18 с лишним суток. Открытие планеты было совершено методом доплеровской спектроскопии. Общее время наблюдений составило 1924 суток.